# Marijan F. Kranjc
Marijan F. Kranjc, slovenski generalmajor in publicist, * 15. januar 1935, Kumanovo, Kraljevina Jugoslavija (danes Severna Makedonija), † 4. november 2017, Ljubljana, Slovenija.

## Življenje
Kranjc se je rodil v Kumanovu, od koder so ga z družino leta 1941 bolgarske okupatorske oblasti izgnale v Slovenijo. Osnovno šolo je končal pri Svetem Juriju ob Ščavnici, nižjo gimnazijo pa v Gornji Radgoni. Na obeh šolah je bil načelnik pionirskega odreda. Kot pionir je sodeloval na prvi delovni akciji v Sloveniji – Pesnica 1946. Višjo gimnazijo je obiskoval v Mariboru, kjer je bil sekretar mladinske organizacije, sodeloval na dveh mladinskih delovnih akcijah Doboj - Banjaluka (1951) in Konjic - Jablanica (1952). Osmi razred z veliko maturo je končal v Kočevju, kjer je prejel gimnazijsko Prešernovo nagrado za literarno delo in politično-ideološko razpravo Tretja pot v socializem. Bil je dopisnik Mladine (od 1946) in Ljudske pravice - Borbe, po letu 1990 pa objavljal prispevke v Večeru, Delu in Nedeljskem dnevniku. Bil je poročen in oče dveh hčera in stari oče dvema vnukoma.

## Vojaška kariera
V Beogradu je 1954 – 1957 obiskoval Vojaško akademijo Jugoslovanske ljudske armade in jo končal s prav dobrim uspehom, pehotno smer pa z odličnim, kot drugi v rangu. Poleg raznih tečajev (vojaške policije, varnosti, angleščine) je 1966 – 1968 končal Višjo vojaško akademijo in leta 1980 Šolo ljudske obrambe, obe z odličnim uspehom. Služboval je v garnizijah Bileća, Šibenik, Split, Pulj, Ljubljana in Bitola. Prvi dve leti je bil vodni poveljnik v Šoli rezervnih častnikov v Bileći, nato pa poveljnik vojaške policije v Šibeniku in 12. Odreda JLA na Sinaju. Od 1962 do 1987 je bil nepretrgoma v Varnostni službi JLA, zadnja tri leta tudi kot načelnik Oddelka vojaške varnosti 9. armade v Ljubljani.
Od 1987 je bil na generalskem položaju, najprej kot načelnik Operativno-učnega oddelka 9. armade, zastopnik načelnika štaba 9. armade in glavni vodja Skupine za ukinitev 9. armade v Ljubljani. Izpit za čin generalmajorja je junija 1989 opravil s prav dobrim uspehom, nakar je bil premeščen v Bitolo, na položaj načelnika štaba in obenem namestnika poveljnika 41. korpusa. V čin generalmajorja je bil povišan decembra 1989 po ukazu in s podpisom takratnega predsednika Predsedstva SFRJ Janeza Drnovška. Septembra 1990 je bil upokojen na lastno zahtevo in se je vrnil k družini v Ljubljano.
Je nosilec šestih vojaških mirnodobnih odlikovanj, medalje miru UNEF (United Nations Emergency Force) in zvezne Plakete varnosti (za 25 let službovanja).